# Sendes
Sendes es un despoblado español del municipio de Montferrer Castellbó, perteneciente a la provincia de Lérida, en la comunidad autónoma de Cataluña.

## Historia
Hacia mediados del siglo XIX, el lugar, por entonces perteneciente al municipio de Valle de Castellbó, tenía contabilizada una población de 47 habitantes. Aparece descrito en el decimocuarto volumen del Diccionario geográfico-estadístico-histórico de España y sus posesiones de Ultramar de Pascual Madoz con las siguientes palabras:

SENDES: l. en la prov. de Lérida (20 leg.), part. jud. y dióc. de Seo de Urgel (1), aud. terr. y c. g. de Barcelona (26), ayunt. del Valle de Castellbó. sit. en terreno desigual; su clima es frio. Tiene 11 casas; igl. parr. (San Vicente mártir) matriz de San Clemente, Sellent y Albet, servida por un cura de primer ascenso y provision del diocesano; cementerio y buenas aguas potables. Confines (V. el Valle de Castellbó en cuyo térm. se encuentra). El terreno es de mala calidad y de secano. Los caminos dirigen á los puntos comarcanos: la correspondencia se recibe de Seo de Urgel. prod.: trigo, centeno, legumbres, patatas y pastos; cria ganado lanar, cabrío, vacuno y de cerda, y caza de perdices, liebres y conejos. pobl.: 11 vec., 47 alm. contr.: con el ayunt.
(Madoz, 1849, p. 170)

En la actualidad, pertenece al municipio de Montferrer Castellbó. En 2023, la entidad singular de población no tenía empadronado ningún habitante.